# Barnfilm
En barnfilm är ett samlingsnamn som ofta används för att klassificera en film som främst har barn som målgrupp. Med barnfilm kan antingen avses filmer som inte är barnförbjudna enligt åldersgränser eller åldersrekommendationer, filmer utan någon åldersgräns (så kallade "barntillåtna") eller filmer som har ett innehåll som riktar sig specifikt till (yngre) barn. Barnfilm ska inte förväxlas med ungdomsfilm eller familjefilm.
Många västerländska animerade filmer, till exempel från Disney, kan ses som barnfilmer. En tidig framgångsrik svensk barnfilm var Barnen från Frostmofjället (1945). Samtidigt kan många av dessa anses vara familjefilmer, det vill säga avsedda både för barn i olika åldrar och vuxna. I engelskan är barnfilm och familjefilm ofta synonymt. Man kan också särskilja barnfilmer från familjefilmer om de tydligt riktar sig till barn och inte hela familjen.

## Barnfilm i svensk lagstiftning
I Sverige finns ingen exakt definition av barnfilm, men filmer med 15-årsgräns klassas som barnförbjudna.
Filmer utan åldersgräns eller åldersrekommendation kan räknas som barnfilmer, just med tanke på att de är avsedda för barn. På vissa filmer sätts nedre åldersgränser på grund av att filmen anses kunna vara till skada för unga tittares välbefinnande. Åldergränser i Sverige är 7 år, 11 år och 15 år. Åldersgränserna fastslås genom granskning. Enbart filmer avsedda för barn under 15 år behöver genomgå granskning. Vissa filmer, såsom filmer skapade av barn, är undantagna från granskningen. Åldersgränser används enbart för filmer med offentlig visning. För hemvideo (köpfilm och hyrfilm) för privat visning används istället nedre åldersrekommendationer vid behov.
I Sverige har tre åldersgränser satts för barn under årens lopp. Den första sattes redan 1911 och till 15 år. En ålderssänkning kom 1959 och då var det 11 år som gällde varpå den sista sänkningen kom 1978 och då till 7 år.